# Rebecca Šramková
Rebecca Šramková (n. 19 octombrie 1996, Bratislava, Slovacia) este o jucătoare de tenis slovacă.
Cea mai bună clasare a sa la simplu este locul 89 mondial, în mai 2024, iar la dublu locul 364 mondial, în mai 2021. Pe circuitul feminin ITF, a câștigat 13 titluri la simplu și patru la dublu. Cel mai mare titlu al său a fost la Openul de Biarritz 2016⁠(d), un turneu de 100.000 de dolari, unde a învins-o în finală pe Martina Trevisan.